# Intel 80486
Intel 80486（又稱486, i486）是Intel公司的一款CISC架構的x86 CPU。 i486的前身是 Intel 80386 處理器。

i486 DX2 結構圖

## 與80386比較
從軟體的觀點來看，i486家族的指令集與80386非常相似，只有增加少量的指令。
不過從硬體的觀點來看，i486的結構有很大的突破。它有內置資料快取晶片，DX型擁有一個浮點運算處理器，和多重管線。在最佳的條件下，i486的核心可以提供一個時間週期內處理一個指令。這會提供大約二倍同時脈的80386的效能。然而，有些低等級的i486實際上會比最高速的386還要慢，這在i486 SX型會格外的明顯。
25MHz i486於1989年4月問世，其次33MHz的版本在1990年5月出現，然後50MHz在1991年6月出現。

## i486的型號
- Intel 80486SX - 沒有FPU支援的i486。由於早期的i486的FPU具有缺陷而將FPU功能關起來，但後期為了降低成本和減少晶片面積而將FPU完整拿掉。
- Intel 80486DX - 具有FPU的i486。
- Intel 80486DX2 - 以2倍倍頻來運行的處理器。
- Intel 80486SX2 - 與i486DX2相同，但是沒有FPU功能。
- Intel 80486SL - 低耗電的i486DX，主要用於可攜式電腦。
- Intel 80486SL-NM - 低耗電的i486SX。
- Intel 80487 - 給予i486SX使用的運算處理器，實際上80487就是一顆完全的i486DX處理器。當插上487時，487會屏蔽i486SX並接管所有處理器工作。
- Intel 80486 OverDrive - 早期的486底板，有些會多一個Socket1升級插糟，可以插入487或486 OverDrive，最高有100MHz(33MHz*3)。
- Intel 80486DX4 - 以3倍倍頻來運行的處理器（不是4倍）。[2]

i486的時脈有16、20、25、33、40、50、66、75、100MHz.

## 相容晶片製造商
486的相容晶片製造商有IBM、德州儀器、AMD、Cyrix、聯華電子等。

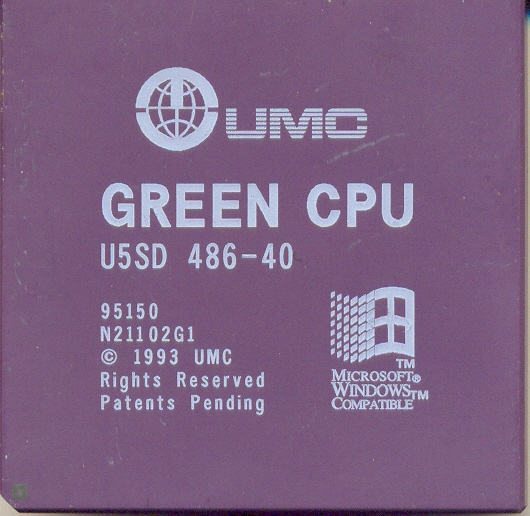
聯電生產的486相容CPU：UMC Green CPU 486 40MHz
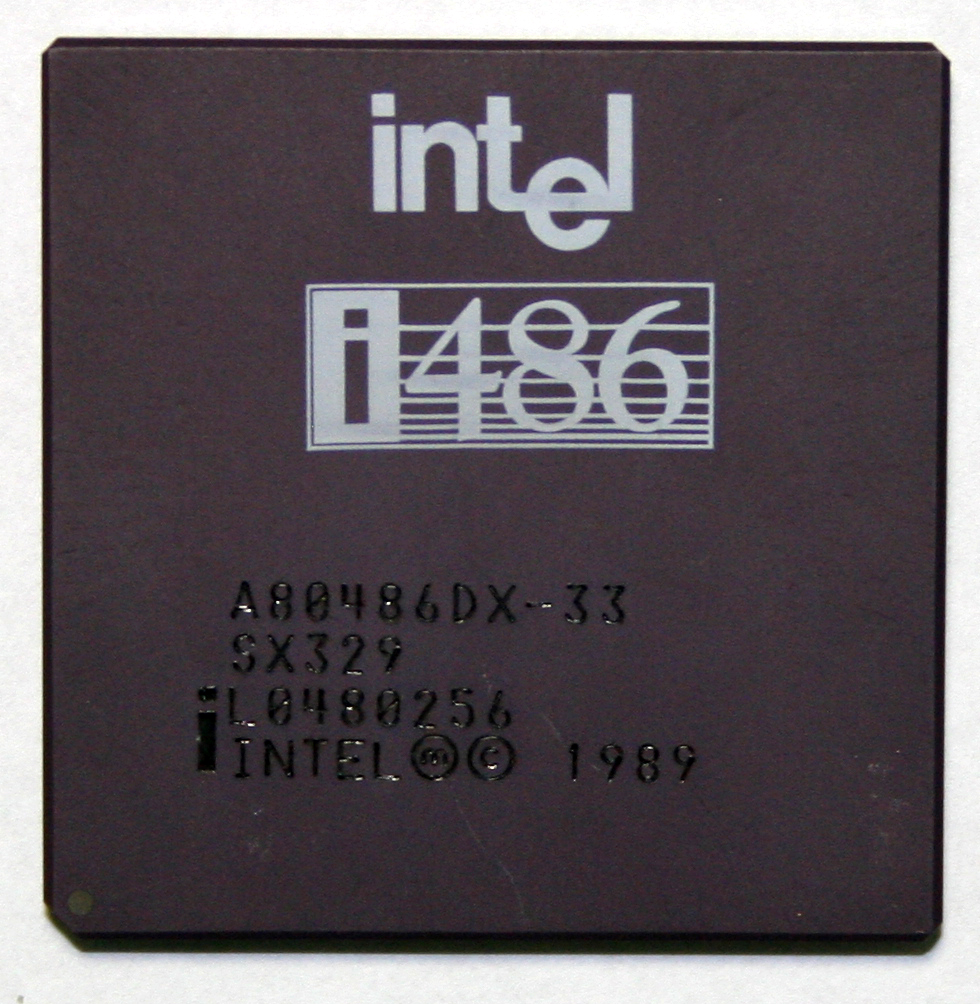
Intel i486 33MHz
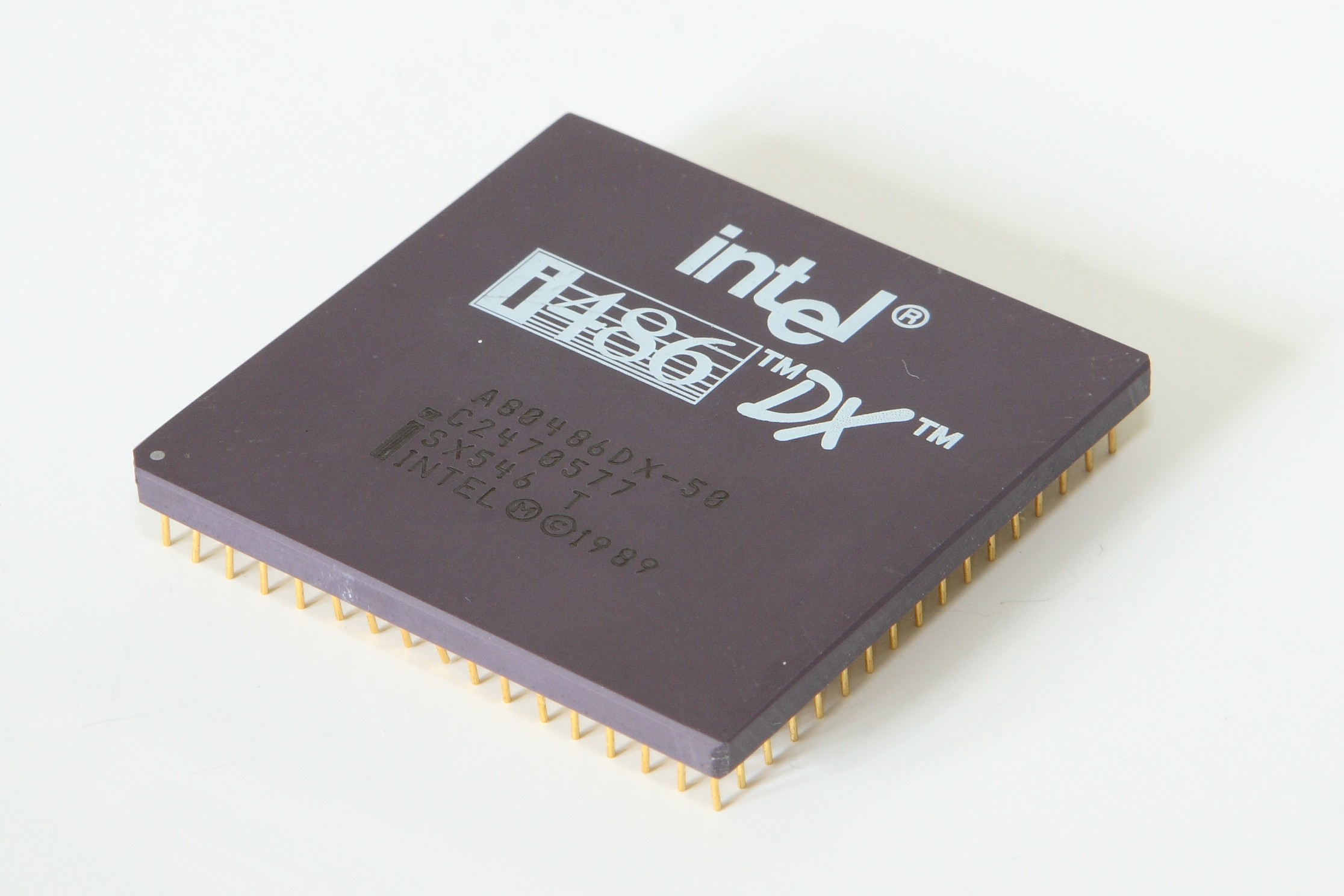
Intel i486 DX 50MHz
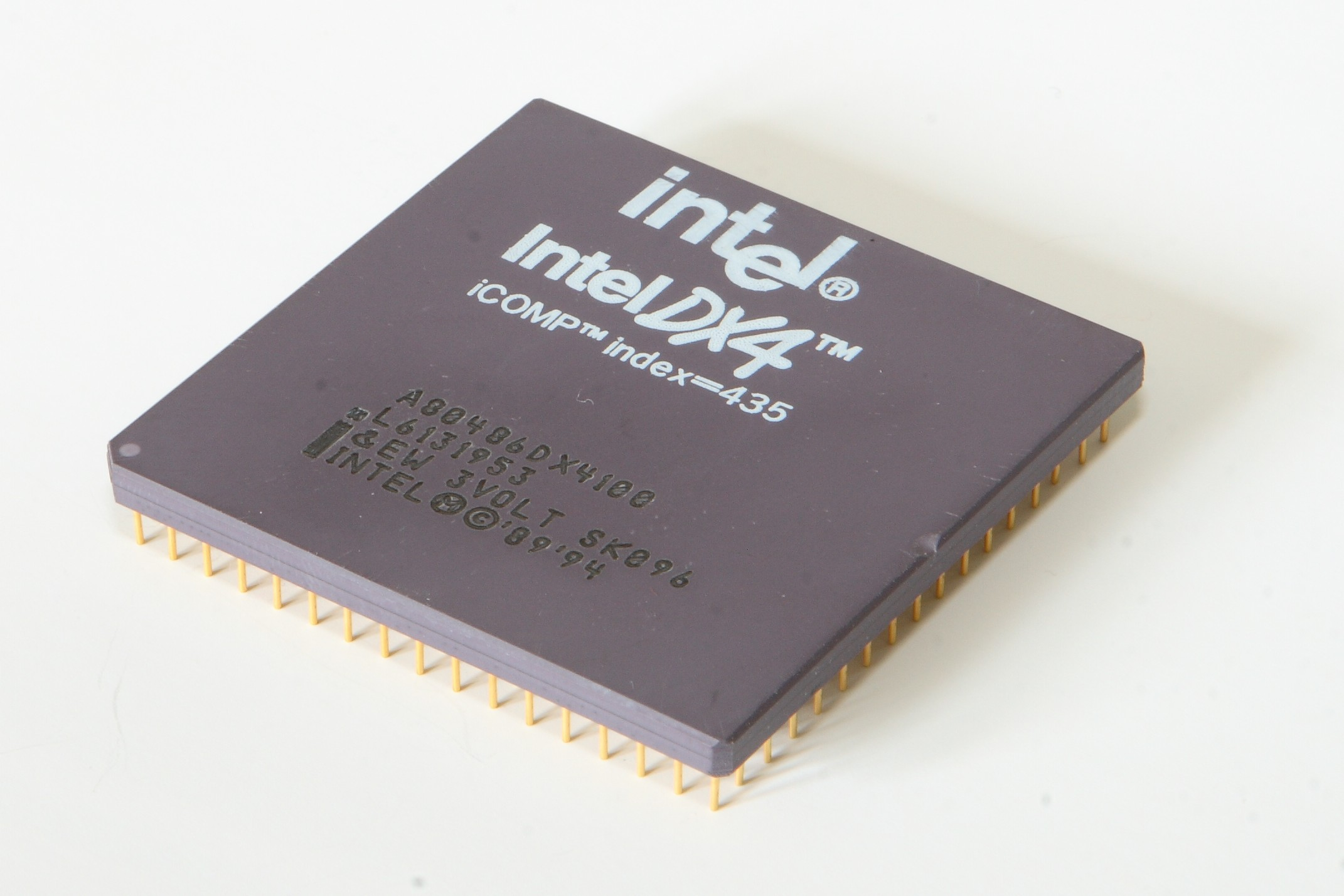
Intel i486 DX4 100MHz